# Good Morning Good Morning
〈Good Morning Good Morning〉은 존 레논(레논-매카트니)이 썼고 1967년 음반 《Sgt. Pepper's Lonely Hearts Club Band》에 수록된 비틀즈가 녹음한 곡이다. 이 노래에 대한 영감은 켈로그의 콘플레이크 텔레비전 광고에서 레논에게 왔다. 현대 텔레비전의 또 다른 언급은 BBC 시트콤을 지칭하는 서정적인 "It's time for tea and Meet the Wife(차를 마시고 아내를 만날 시간)"이었다.